# Panhard AML
«Панар» («Panhard» AML 245) — французский бронеавтомобиль, разработанный и принятый на вооружение в 1960 году. 
Лёгкий броневой автомобиль выпускался в нескольких модификациях, поставлялся на экспорт. Экипаж боевой машины состоит из командира, механика-водителя и наводчика.

## История создания и производства

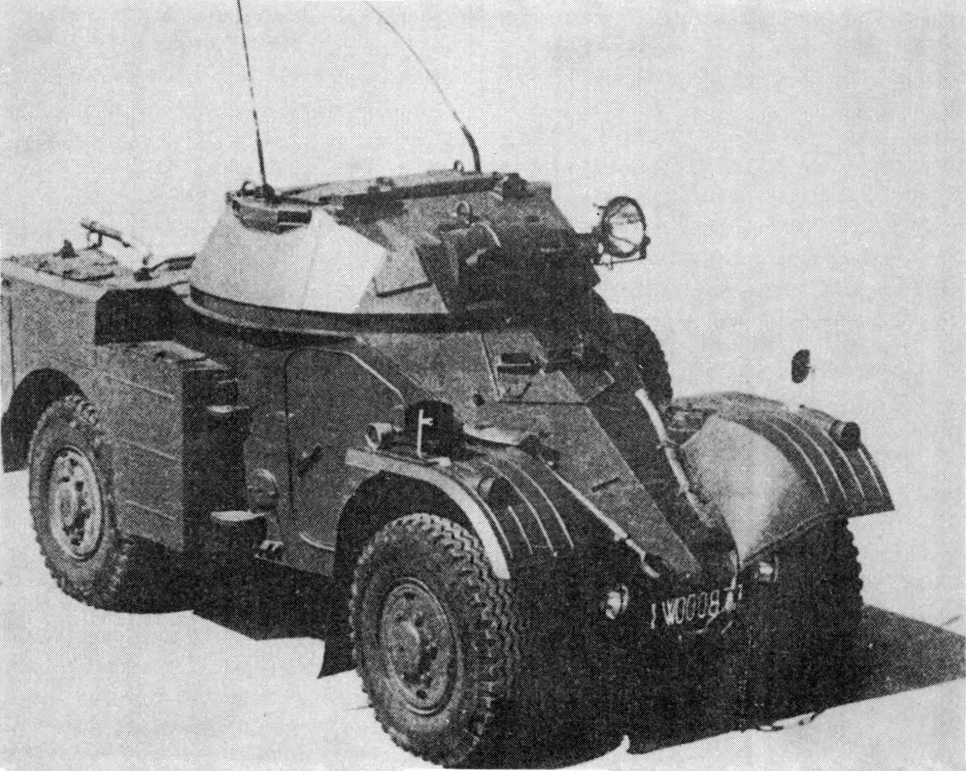
Исходная модель броневика (июнь 1963)

Машина разрабатывалась для применения в заморских департаментах Франции для подавления выступлений местного населения, проведения военно-полицейских и контрпартизанских мероприятий, сопровождения конвоев и мотомехколонн в районах партизанской активности. На момент начала поставок в войска полная боевая масса машины составляла немногим более пяти тонн, машина развивала скорость по шоссе 90 км/ч и имела запас хода 650 км. Экипаж состоял из трёх человек, вооружение было представлено 60-мм миномётом и 7,5-мм спаренным пулемётом, связь обеспечивалась двумя радиостанциями. Машина могла применяться для выполнения разведывательных задач и десантирования парашютным или посадочным способом. В 1963 году на вооружение был принят модифицированный вариант — самоходное штурмовое орудие с 90-мм гаубицей в башне.

### Варианты и модификации
- AML 245 HE60-7 (стандартный) — первоначальный вариант, разработанный в 1960 году для французской армии. В башне HE60-7 установлены два спаренных 7,5-мм пулемёта AA-52 (с боекомплектом 3800 патронов) и 60-мм миномёт Brandt Mle CM60A1 (с боекомплектом 53 выстрела).
- AML 245 HE60-7 (командный) — вариант, разработанный в 1960 году для французской армии. В башне HE60-7 установлены два спаренных 7,5-мм пулемёта (с боекомплектом 3200 патронов), 60-мм миномёт (с боекомплектом 35 выстрелов) и вторая радиостанция.
- AML 60 — экспортный вариант. В башне HE60-7 установлены 7,62-мм пулемёт и 60-мм миномёт.
- AML 245 HE60-12 — в башне HE60-12 установлены один 12,7-мм пулемёт и 60-мм миномёт.
- AML 245 HE60-20 — в башне HE60-20 установлены 20-мм орудие и 60-мм миномёт.
- AML 60 S530 — экспортный вариант для Венесуэлы, в башне установлены два спаренных 20-мм автоматических зенитных орудия (с боекомплектом 600 снарядов).
- AML 90 HE90-7 — вариант, разработанный для французской армии и принятый на вооружение в 1965 году. В башне HE90-7 установлены 90-мм танковая пушка DEFA D921 (с боекомплектом 20 шт. снарядов) и 7,5-мм зенитный пулемёт AA-52 (с боекомплектом 2000 патронов).
- AML 90 Lynx — вариант с 90-мм орудием GIAT F1 в новой башне от фирмы «Испано-Сюиза», установленным прибором ночного видения и лазерным дальномером.
- Eland Mk.1 — лицензионный южноафриканский вариант AML 90, производство которого было начато в 1962 году компанией «Reumech Sandock»[3].
- Eland Mk.2 — модернизированный Eland Mk.1, выпуск начат в 1963 году[3].
- Eland Mk.3 — модернизированный Eland Mk.2 с новыми тормозами[3].
- Eland Mk.4 — модернизированный Eland Mk.3 с новой топливной системой[3].
- Eland Mk.5 — модернизированный Eland Mk.4 с новым 2,5-л. карбюраторным двигателем, всего в 1972—1973 выпущено 356 машин[3].
- Eland Mk.6 — модернизированный Eland Mk.5, выпускался в 1974—1975[3].
- Eland 60 — лицензионный южноафриканский вариант AML 60 с дизельным двигателем, новыми тормозами и усиленным шасси, производство было начато в 1979 году. В башне HE60-7 были установлены два 7,62-мм пулемёта и 60-мм миномёт[3].
- Eland 90 — лицензионный южноафриканский вариант AML 90 с дизельным двигателем, новыми тормозами и усиленным шасси, производство которого было начато в 1979 году. Всего выпущено до 500 машин Eland Mk.7 и Mk.9[3].
- AML 20  — модернизированный вариант для армии Ирландии: в 1990-е годы были установлены новый дизельный двигатель Peugeot XD3T и 20-мм орудие G12.

В Саудовской Аравии завод "Armored vehicles and heavy equipment factory" в городе Даммам осуществляет техническое обслуживание и ремонт, а также предлагает модернизацию французских бронеавтомобилей "Панар" AML-60 и AML-90. Кроме того, в 2000е годы два AML 90 армии Сальвадора прошли ремоторизацию с заменой исходного бензинового двигателя на коммерческий дизельный автомобильный двигатель Nissan diesel QD.

## Конструкция

### Броневой корпус
Корпус и башня сварены из катаных стальных броневых листов толщиной 10 мм. Толщина брони башни несколько различается в зависимости от модификации (толщина брони башни HE60-7 составляет 12 мм; толщина брони башни HE90-7 — 15 мм).

### Средства наблюдения и связи
Приборы наблюдения включают: три перископа в крышке люка механика-водителя, а также шесть перископических приборов, установленных на турели. Позднее, в ходе модернизации большинство выпущенных машин были оснащены прибором ночного видения, фильтровентиляционной установкой и кондиционером.
Бронеавтомобиль оснащен радиостанцией (в командном варианте — двумя радиостанциями) и внутрипереговорным устройством.

### Двигатель и трансмиссия
Силовая установка — карбюраторный четырехцилиндровый двигатель 4HD «Panhard» воздушного охлаждения с горизонтальным расположением цилиндров. Силовая передача включает сцепление центробежного типа с автоматическим приводом и механическую многоступенчатую коробку передач.
На южноафриканских бронемашинах «Eland» Mk.7 и Mk.9 установлен дизельный двигатель мощностью 103 л.с., установленный на подвижных салазках (что облегчает ремонт и техническое обслуживание).

### Ходовая часть
Подвеска независимая, выполнена на витых рессорах с гидравлическими амортизаторами. Передние и задние колёса являются ведущими и имеют систему регулирования давления в шинах.

### Дополнительное оборудование
На бронемашину может быть установлено плавсредство, позволяющее форсировать водные преграды со скоростью 6-7 км/ч.

## Страны-эксплуатанты
- Аргентина

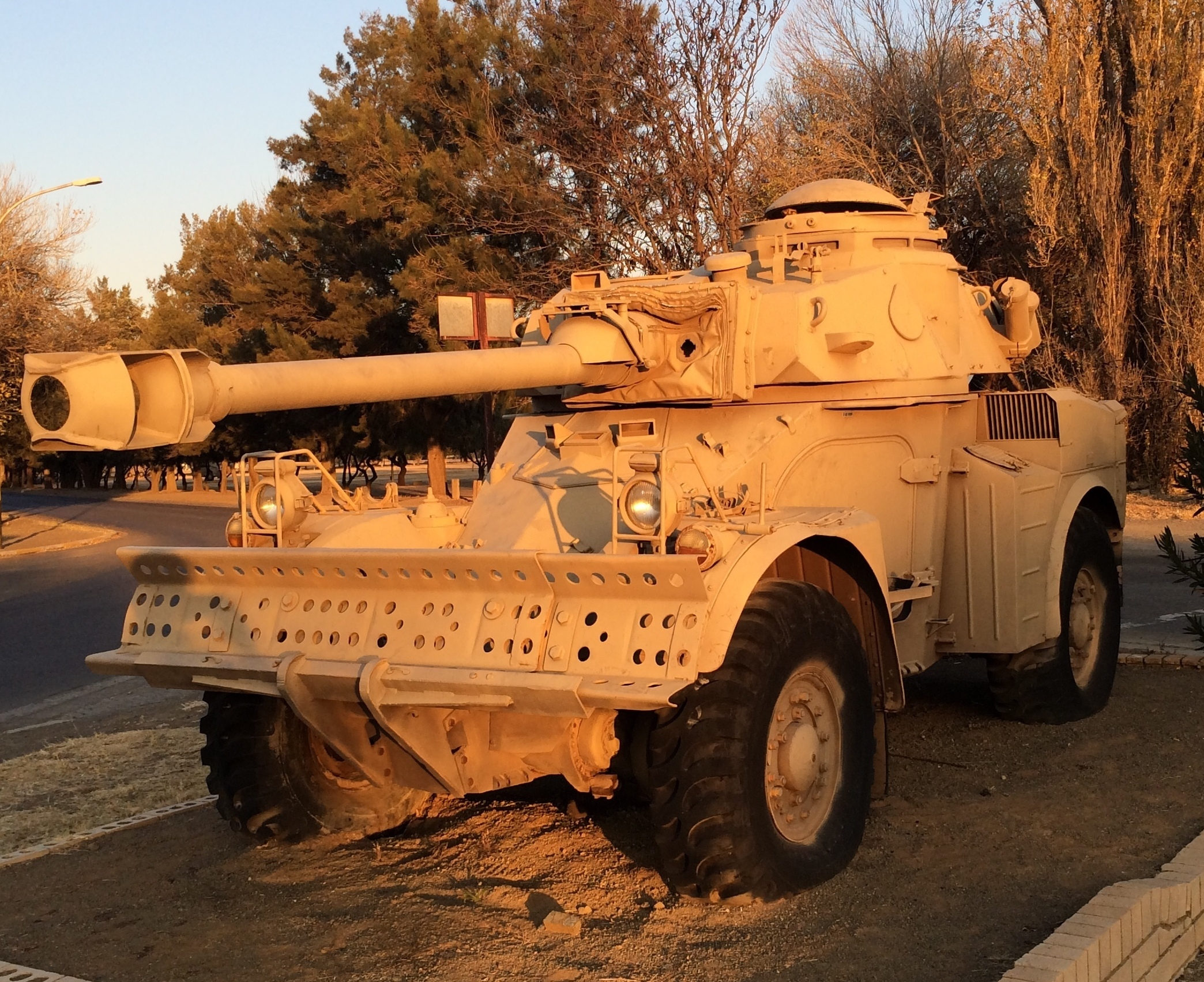
южноафриканский вариант AML (Eland)

- Бенин — 3, получены из ЮАР в 2010—2011 годах
- Босния и Герцеговина — 41, были получены из ОАЭ в 1996—1997 годах
- Бурунди — 12, получены из Франции в 1966 году
- Венесуэла — 10, получены из Франции в 1975 году
- Израиль — к началу шестидневной войны 1967 года в составе 10-й бригады ЦАХАЛ имелась рота из 9 машин[8], в марте 1968 года 2 машины были уничтожены в сражении при Караме.
- Ирландия — 16 AML-60 и 4 AML-90, получены в 1970 году
- Кения — 72 AML-60/AML-90 по состоянию на 2021 год[9]
- Ливан — 74, получены из Франции в 1973—1974 годах
- Малави — 13, получена из ЮАР в 1994—1995 годах
- Сальвадор — в 1976 году закуплено 12[10], две из них были уничтожены повстанцами ФНОФМ в 1979—1989 гг., к началу 2022 года на вооружении осталось 5 исправных бронемашин[11]
- Судан[12]
- Чад — 132 AML-60/AML-90 по состоянию на 2018 год[13]
- ЮАР — 100 AML-60 было закуплено во Франции для сухопутных войск, с 1962 года начато производство машин «Eland»[3]

### Бывшие
- Франция — были приняты на вооружение сухопутных войск, всего было закуплено 425 AML 245 HE60-7 и 210 AML-90[3], заменена на ERC Sagaie.

## Боевое применение

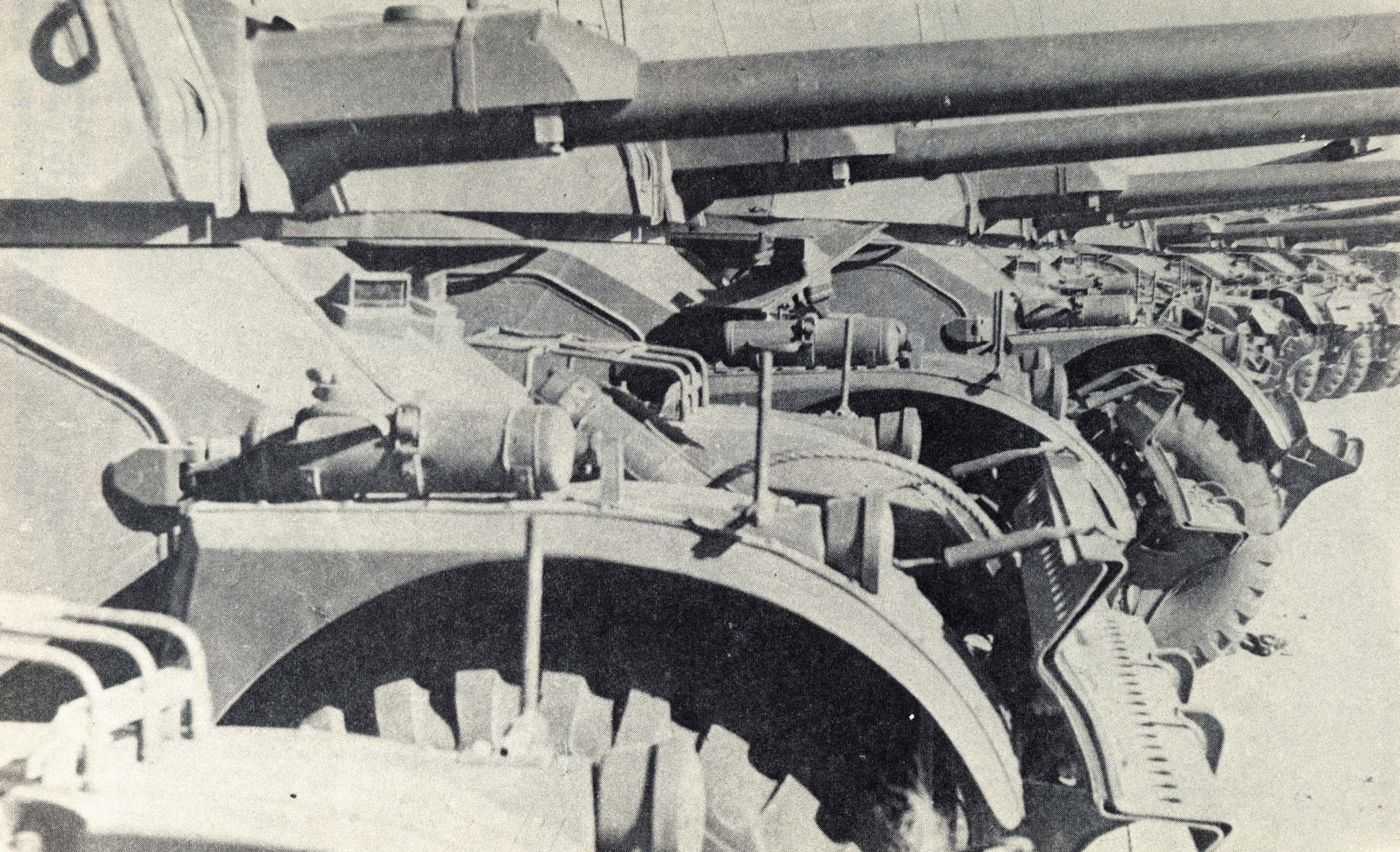
Построение трофейных марокканских Panhard-90 захваченных Полисарио в ходе операции «Имман»

- Война в Южной Родезии (1965—1980) — использовались армией Родезии.
- Гражданская война в Ливане (1975—1990) — активно использовались ливанской армией;
- Война в Западной Сахаре (1975—1991) — применялись марокканцами.
- Гражданская война в Анголе (1975—2002) — применялись ФНЛА и португальцами.
- Гражданская война в Сальвадоре (1979—1992) — применялись правительственной армией против повстанцев ФНОФМ;
- Фолклендская война (1982) — использовались армией Аргентины.

В Анголе 10 ноября 1975 года в ходе битвы при Кифангондо силы ФНЛА задействовали около 15 Panhard и 4 были задействованы португальцами. В результате боя ФНЛА и португальцы были разгромлены, последние при этом потеряли 1 Panhard-90 и 1 Panhard-60 уничтоженными и 1 Panhard-60 подбитым. Потери ФНЛА неизвестны.
В горном районе метеоритного кратера Кваркзиз в Западной Сахаре в феврале-марте 1980 года в ходе операции «Имман» Полисарио разгромило марокканскую военную базу, марокканцы потеряли 39 бронемашин включая 36 Panhard-90.